# 西浜海水浴場
西浜海水浴場（にしはまかいすいよくじょう）は、山形県遊佐郡遊佐町にある海水浴場。
2006年に環境省による快水浴場百選に認定されている。

## 概要
日本海に面しており、山形県内では最大規模の海水浴場の1つとされる。背後には鳥海山がある。海水浴の他、サーフィンなどでも利用可能。

## 施設概要
- トイレ、シャワー、更衣室あり
- 救護所あり
- 海の家あり
  - 2020年は新型コロナウイルス感染拡大のため海の家は閉鎖[2][3]。
- エリアロープあり

## 所在地
山形県飽海郡遊佐町吹浦字西浜地内

## 開設期間
- 7月中旬 - 8月中旬

## 開設時間
- 8:30 - 17:00

## 駐車場
あり（有料）

## アクセス
- 電車
  - JR羽越本線吹浦駅から徒歩10分[1]
- 車
  - 日本海東北自動車道酒田みなとICから国道7号秋田方面へ23分[4]
- バス
  - 町営バス女鹿線・西浜歩道橋前下車 徒歩15分[4]

## 周辺
- キャンプ場
- コテージ村
- 日帰り温泉あぽん西浜